# 골드플레이크 작전

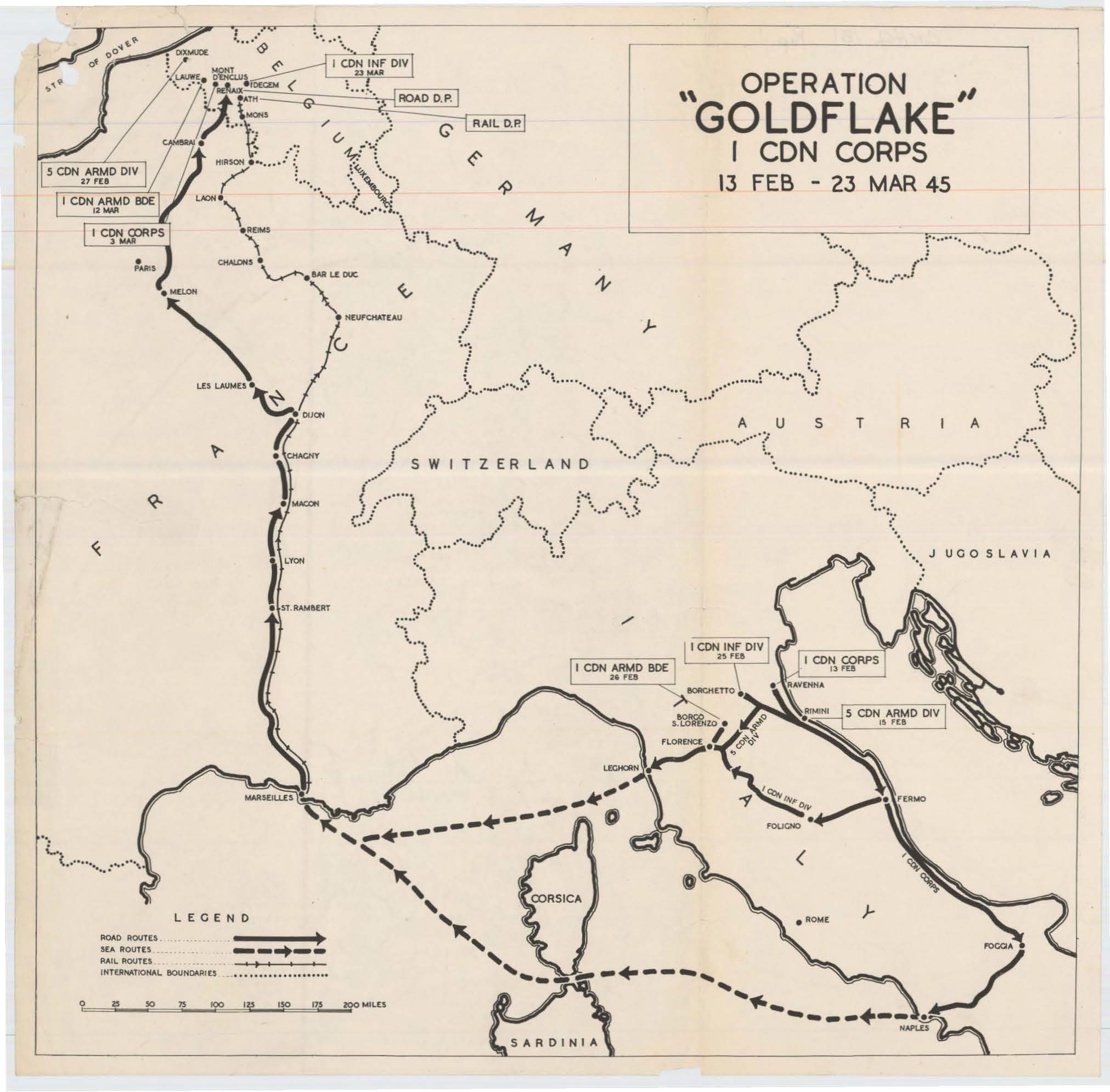
골드 플레이크 작전 지도

골드플레이크 작전(영어: Operation Goldflake)은 제2차 세계 대전 당시 제1캐나다군단과 영국 제5보병사단을 이탈리아에서 북서유럽으로 이동시킨 군사행정 조치였다. 1943년 7월부터 영국군은 연합군의 시칠리아 침공 이후 이탈리아 전역에서 싸우고 있었다. 연합군 사령부는 1945년 봄 영국 및 캐나다 군단을 이동시켜 북서유럽에서 싸우게 했다.

## 실시
승선은 2월 22일에 시작되었으며 마르세유까지의 여행은 대부분 이틀이 걸렸다. 그런 다음 1,085km(674마일)의 거리에 있는 벨기에 국경까지 5일 동안 운전해야 했다. 4월 말까지 60,000명이 넘는 병력과 지원 인력이 이탈리아에서 북서 유럽으로 이동했다.속도는 필수적이었지만 연합군은 독일군이 계획을 배우는 것을 원하지 않았다.
호송대는 이동 중에 취약할 수 있었기 때문에 이탈리아에서 캐나다군의 움직임을 숨기기 위해 "펜나이프" 작전이 만들어졌다. 1st Canadian Special BasraUnit이라는 특별 임시 조직이 창설되었다. "Basra"는 표지 계획의 코드명이었고 이 부대에는 해체되는 다른 그룹(예: 제1 말라리아 방지 통제 부대)에서 가져온 230명의 장교와 병사가 포함되었다. 남자들은 독일인들이 캐나다인이라고 생각했던 이탈리아 지역 전체를 운전했다. 위치를 파악하고 위치 표지판을 게시한 후 다음날 이동했다. 모든 캐나다 클럽, 호스텔, 휴가 센터 및 병원은 계속 열려 있었다. 캐나다군 뉴스레터 "The Maple Leaf"는 3월 중순까지 로마에서 계속 발행되었다. 캐나다 왕립 신호군은 더미 메시지를 보내 무선 트래픽의 정상적인 수준을 계속 유지했다.
그들의 성공은 이러한 메시지를 방해하려는 독일군의 노력으로 나타났다. 전쟁 후 캡처된 독일 문서에 따르면 펜나이프 작전은 캐나다 군대가 이탈리아에서 벨기에로 이동하는 것을 은폐하는 데 성공했다. 3월 말까지 독일 정보 지도에는 캐나다군이 이탈리아의 여러 장소에 있는 것으로 나타났다. 3월 17일, 모든 캐나다군이 벨기에나 프랑스 북부에 있었을 때 독일군은 여전히 캐나다군이 안코나 지역에 있다고 믿었지만 캐나다 제1기갑여단의 정확한 위치는 알려지지 않았다. 4월 중순이 되어서야 독일 지도에 캐나다군이 없는 것으로 나타났다.
결국 1945년 4월 3일 한 캐나다 언론인이 보안을 무너뜨렸고, 모든 캐나다 보병과 기갑 부대가 해리 크레라 장군의 지휘 하에 재결합했다고 발표했다. 연합군 사령부는 여전히 독일군이 캐나다군의 위치를 확신하지 못하고 있다고 믿을 만한 이유가 있었기 때문에 이전에 대한 공식 발표 허가는 4월 20일까지 연기되었다. 캐나다인들은 1945년 4월 23일에 공식적으로 이 사실을 알았지만 언론의 침묵은 이미 캐나다의 많은 사람들에게 알려져있었기 때문에 사실상 검열에 의해서만 유지되었다.